# Championnat de Hong Kong de football 1971-1972
Navigation
Saison précédente Saison suivante
La saison 1971-1972 du Championnat de Hong Kong de football est la vingt-septième édition de la première division à Hong Kong, la First Division League. Elle regroupe, sous forme d'une poule unique, les quatorze meilleures équipes du pays qui se rencontrent deux fois, à domicile et à l'extérieur. En fin de saison, les deux derniers du classement sont relégués et remplacés par les deux meilleurs clubs de Second Division League, la deuxième division hongkongaise.
C'est le club de South China AA qui remporte le championnat cette saison après avoir terminé en tête du classement final, avec quatre points d'avance sur l'un des clubs promus, Caroline Hill FC et sept sur Fire Services FC. C'est le quinzième titre de champion de Hong Kong de l'histoire du club. 

## Clubs participants
- Caroline Hill FC - Promu de D2
- Army XI
- Kowloon Motor Bus FC
- South China AA
- Eastern AA
- Fire Services FC
- Happy Valley AA
- Tung Sing FC
- Sing Tao SC
- Yuen Long SA
- Hong Kong Telephone FC
- Hong Kong Rangers
- Hong Kong Police FC
- Tsuen Wan FC - Promu de D2

## Compétition
Le barème de points servant à établir les classements se décompose ainsi :
- Victoire : 2 points
- Match nul : 1 point
- Défaite : 0 point

### Classement
| Rang | Équipe                 | Pts | J  | G  | N  | P  | Bp | Bc  | Diff |
| ---- | ---------------------- | --- | -- | -- | -- | -- | -- | --- | ---- |
| 1    | South China AA         | 37  | 26 | 15 | 7  | 4  | 50 | 23  | +27  |
| 2    | Caroline Hill FCP      | 33  | 26 | 14 | 5  | 7  | 53 | 38  | +15  |
| 3    | Fire Services FC       | 30  | 26 | 12 | 6  | 8  | 66 | 45  | +21  |
| 4    | Sing Tao SC            | 29  | 26 | 11 | 7  | 8  | 57 | 48  | +9   |
| 5    | Eastern AA             | 28  | 26 | 9  | 10 | 7  | 49 | 32  | +17  |
| 6    | Tung Sing FC           | 28  | 26 | 9  | 10 | 7  | 44 | 33  | +11  |
| 7    | Hong Kong RangersT     | 27  | 26 | 9  | 9  | 8  | 61 | 51  | +10  |
| 8    | Happy Valley AA        | 27  | 26 | 10 | 7  | 9  | 36 | 35  | +1   |
| 9    | Yuen Long SA           | 26  | 26 | 9  | 8  | 9  | 41 | 42  | -1   |
| 10   | Hong Kong Telephone FC | 25  | 26 | 9  | 7  | 10 | 42 | 45  | -3   |
| 11   | Hong Kong Police FC    | 25  | 26 | 10 | 5  | 11 | 43 | 53  | -10  |
| 12   | Kowloon Motor Bus FC   | 24  | 26 | 8  | 8  | 10 | 37 | 33  | +4   |
| 13   | Tsuen Wan FCP          | 21  | 26 | 7  | 7  | 12 | 30 | 46  | -16  |
| 14   | Army XI                | 4   | 26 | 2  | 0  | 24 | 23 | 108 | -85  |

|  | Champion de Hong Kong 1972              |
|  | Relégation directe en deuxième division |
|  | T : Tenant du titre P : Promu de D2     |

## Bilan de la saison
| Championnat de Hong Kong de football 1971-1972 |                            |
| Champion                                       | South China AA (15e titre) |
| Coupes et trophées                             |                            |
| Vainqueur de la Coupe de Hong Kong 1971-1972   | Non disputée               |
| Promotions et relégations                      |                            |
| Promus en First Division League                | Seiko SA                   |
| Promus en First Division League                | Mackinnons FC              |
| Relégués en Second Division League             | Tsuen Wan FC               |
| Relégués en Second Division League             | Army XI                    |